# Bisboeckelera irrigua
Bisboeckelera irrigua är en halvgräsart som först beskrevs av Christian Gottfried Daniel Nees von Esenbeck, och fick sitt nu gällande namn av Carl Ernst Otto Kuntze. Bisboeckelera irrigua ingår i släktet Bisboeckelera och familjen halvgräs. Inga underarter finns listade i Catalogue of Life.